# Hryhorij Omelczenko
Hryhorij Omelanowycz Omelczenko, ukr. Григорій Омелянович Омельченко (ur. 4 maja 1951 w miejscowości Nowosełyce w obwodzie połtawskim) – ukraiński polityk, z wykształcenia prawnik.

## Życiorys
Absolwent Uniwersytetu Kijowskiego, kandydat nauk prawnych.
Po ukończeniu w latach 70. studiów rozpoczął pracę w ministerstwie spraw wewnętrznych USRR, był też wykładowcą akademii spraw wewnętrznych. Po uzyskaniu niepodległości pracował w Służbie Bezpieczeństwa Ukrainy, uzyskując stopień pułkownika, a w 2007 generała. W SBU doszedł w 1992 do stanowiska naczelnika wydziału zwalczania korupcji i przestępczości zorganizowanej.
Od 1994 do 2012 nieprzerwanie sprawował mandat deputowanego do Rady Najwyższej. Był przewodniczącym nadzwyczajnej komisji ds. zabójstwa Heorhija Gongadze i zamachu na posła Ołeksandra Jeliaszkewycza, a także członkiem komisji badającej próbę otrucia Wiktora Juszczenki.
Należał m.in. do URP Sobor. Gdy jej lider Anatolij Matwijenko zdecydował o przejściu tego ugrupowania do Naszej Ukrainy, Hryhorij Omelczenko pozostał stronnikiem Julii Tymoszenko. Z listy jej bloku w 2006 i 2007 ponownie uzyskiwał mandat poselski, znajdując się w pierwszej dziesiątce kandydatów. W trakcie VI kadencji odszedł z BJuT i pozostał posłem niezrzeszonym. W 2012 nie utrzymał mandatu.